# Francisco Urroz (rugby à XV)

a Compétitions nationales et continentales officielles uniquement.

b Matchs officiels uniquement.
Dernière mise à jour le 28 août 2023.
Francisco Urroz, né le 7 septembre 1993 à Santiago (Chili), est un joueur international chilien de rugby à XV et de rugby à sept. Il évolue au sein du club de Selknam au poste d'arrière ou de demi d'ouverture. 

## Biographie

### En sélection nationale
En août 2023, il fait partie des 33 joueurs sélectionnés pour participer à la Coupe du monde en France avec l'équipe du Chili.

## Statistiques

### En club
| Saison        | Saison        | Championnat          | Championnat | Championnat | Championnat | Championnat | Championnat | Championnat |
| Saison        | Saison        | Compétition          | M           | Pts         | Ess.        | P           | Tr          | D           |
| ------------- | ------------- | -------------------- | ----------- | ----------- | ----------- | ----------- | ----------- | ----------- |
| 2020          | Selknam       | Súperliga Americana  | 2           | -           | -           | -           | -           | -           |
| 2022          | Selknam       | Súperliga Americana  | 10          | 101         | -           | 23          | 16          | -           |
| 2023          | Selknam       | Súper Rugby Américas | 8           | 30          | -           | 4           | 9           | -           |
| Total Selknam | Total Selknam | Súper Rugby Américas | 20          | 131         | 0           | 27          | 25          | 0           |

### En sélection nationale
| Année | Compétition                        | Matchs | Points | Essais | P | Tr. | D |
| ----- | ---------------------------------- | ------ | ------ | ------ | - | --- | - |
| 2015  | Championnat d'Amérique du Sud      | 3      | 0      | 0      | 0 | 0   | 0 |
| 2015  | Test matchs                        | 1      | 0      | 0      | 0 | 0   | 0 |
| 2017  | Championnat d'Amérique du Sud      | 2      | 5      | 0      | 1 | 1   | 0 |
| 2019  | Americas Rugby Championship        | 2      | 0      | 0      | 0 | 0   | 0 |
| 2019  | Championnat d'Amérique du Sud      | 1      | 0      | 0      | 0 | 0   | 0 |
| 2021  | Qualifications Coupe du monde 2023 | 1      | 8      | 0      | 2 | 1   | 0 |
| 2022  | Qualifications Coupe du monde 2023 | 1      | 0      | 0      | 0 | 0   | 0 |
| 2023  | Test matchs                        | 2      | 0      | 0      | 0 | 0   | 0 |
| 2023  | Coupe du monde 2023                | 2      | -      | -      | - | -   | - |
| Total | Total                              | 15     | 13     | 0      | 3 | 2   | 0 |

## Palmarès
- Finaliste de la Súperliga Americana en 2022 avec Selknam[6].